# Alla Evgen'evna Osipenko
Alla Evgen'evna Osipenko (in russo Алла Евгеньевна Осипенко?; Leningrado, 16 giugno 1932 – San Pietroburgo, 12 maggio 2025) è stata una ballerina sovietica, russa dal 1991, prima ballerina del Kirov Ballet dal 1954 al 1971.

## Biografia
Nata in una famiglia aristocratica nella Leningrado sovietica del 1932, era una discendente in linea materna di Vladimir Lukič Borovikovskij, mentre suo zio era il pianista Vladimir Vladimirovič Sofronickij. Nel 1941 fu ammessa all'Accademia Coreografica di Leningrado, ove fu una delle ultime allieve di Agrippina Jakovlevna Vaganova. I suoi studi furono brevemente interrotti dall'Operazione Barbarossa ma, dopo l'evacuazione della città, proseguirono a Perm' fino al 1944. 
Immediatamente dopo il diploma, conseguito nel 1950, fu scritturata dal Kirov Ballet, facendosi notare nel 1952 grazie alla sua Fatina di Lillà ne La bella addormentata di Konstantin Sergeev. Nel 1954 fu proclamata prima ballerina della compagnia, con cui danzò un vasto repertorio che annoverava i ruoli di Odette e Odile ne Il lago dei cigni, Gamzatti ne La Bayadère, Maša ne Lo schiaccianoci e Frigia in Spartak, danzando insieme a ballerini quali Rudol'f Nureev, Jurij Vladimirovič Solov'ëv e Michail Baryšnikov. Esordì sulle scene parigine nel 1956, vincendo il Pavlova Prize. Nel 1957 fu la Signora delle Montagne di Rame nella prima de Il fiore di pietra di Jurij Grigorovič, mentre nel 1960 fu Desdemona in occasione del debutto assoluto dell'Otello di Vakhtang Chabukiani. Sempre nel 1960 fu proclamata Artista del popolo dell'Unione Sovietica.
Nel 1961 danzò nella tournée del Kirov a Parigi e Londra, dove apparve come protagonista nelle repliche de Il lago dei cigni, La Bayadère e Il fiore di pietra. Fu dopo aver danzato con lei ne Il lago dei cigni che Nureev defezionò. La defezione di Nureev la resa una sospetta per il KGB e il suo rifiuto di aderire al Partito Comunista dell'Unione Sovietica contribuì a una crescente impopolarità tra i ranghi del Partito, causata anche dalla sua relazione adulterina con l'étoile Attilio Labis e dal fatto che prese le difese di Nureev durante il processo in contumacia del danzatore. Le fu impedito di lasciare l'Unione Sovietica per anni e non poté quindi partecipare alla tournée del Kirov al Metropolitan Opera House di New York nel settembre 1961. Sarebbe tornata a calcare le scene internazionali solo nel 1970, quando ottenne grandi apprezzamenti al Covent Garden. L'anno dopo lasciò il Kirov. Avrebbe continuato a danzare fino al 1981 in compagnie di danza sperimentale. Dal 1995 al 2000 lavorò come maitresse de ballet dell'Hartford Ballet, per poi tornare in patria e lavorare come répétiteur per la compagnia del Teatro Michajlovskij.
È morta nella natia San Pietroburgo nel 2025 all'età di 92 anni.

## Filmografia parziale
- Golos (Голос), regia di Il'ja Aleksandrovič Averbach (1982)
- Dolorosa indifferenza (Skorbnoe besčuvstvie), regia di Aleksandr Sokurov (1983)
- Impero (Ампир), regia di Aleksandr Sokurov (1987)
- Arca russa (Русский ковчег), regia di Aleksandr Sokurov (2002)